# Marta Muždalo
Marta Muždalo (Zagreb 26. siječnja 1977.) dipl. ing. arhitekture i hrvatski tekstopisac. 
Nakon VII. Opće gimnazije, upisuje studij arhitekture na Arhitektonskom fakultetu u Zagrebu. Po završetku fakulteta se zapošljava u projektnom društvu HŽ-a, ŽPD-u, gdje radi i danas. 
Javnosti poznatija kao tekstopisac pjesme Natali Dizdar "Ne daj", nagrađenoj Zlatnom kooglom 2005. za pjesmu godine, te nagradom HR Top 20 za najbolje plasiranu pjesmu na top-ljestvicama tijekom 2004. godine. Pjesma je bila nominirana za Porina u tri kategorije, a Natali Dizdar je osvojila onog za najboljeg debitanta. "Ne daj" se smatra najuspješnijim domaćim singlom 2004. godine, kao i jednim od naših najboljih pop ostvarenja uopće. Nakon singla "Ne daj", Marta Muždalo nastavlja suradnju s Natali Dizdar te s Marinom Ostojićem i Davorom Vidukom piše pjesmu "Rudi", a autorski će sudjelovati i na njenom novom albumu. 
Mlada autorica je i jedna od pjevačica alternativnog rock sastava "Diletanti", najpoznatijeg po velikom hitu "Božić dolazi". Povremeno radi kao kolumnistica poznatog Dopmagazina, pa se često našla i s druge strane glazbe, komentirajući koncertne nastupe stranih i domaćih izvođača. 
Marta Muždalo trenira curling i skiperica je ženske ekipe CK Zapruđe koja je 2006. godine osvojila prvo mjesto na prvom PH u curlingu, a već treću godinu zaredom članica je naše ženske reprezentacije.

## Vanjske poveznice
Arhitektonski fakultet u Zagrebu
Željezničko projektno društvo d.d.
Službene stranice Natali Dizdar  Arhivirana inačica izvorne stranice od 21. veljače 2006. (Wayback Machine)
Dopmagazin  Arhivirana inačica izvorne stranice od 3. srpnja 2008. (Wayback Machine)
Hrvatski curling savez